# Can Puig (Castellbell i el Vilar)
Can Puig és una obra de Castellbell i el Vilar (Bages) protegida com a bé cultural d'interès local.

## Descripció
Masia de planta irregular situada al carrer Vilar, al nucli del mateix nom. Es tracta d'una masia del segle xvi, tot i que ha sofert diferents remodelacions al llarg dels segles que han causat l'edificació d'altres construccions al seu voltant, de diferents dimensions i nivells.
El volum principal destaca de la resta de construccions tant per les seves dimensions com pels elements que el conformen. Està precedit per un cos annex de planta quadrada i una coberta inclinada, des del qual s'estén un mur que tanca el recinte i presenta l'accés principal al conjunt. Aquest accés, que dona a un petit pati d'entrada, queda emfatitzat gràcies a una teulada d'un sol aiguavés de teula àrab que serveix d'aixopluc.
L'edifici principal és de planta rectangular, amb planta baixa, dos pisos i golfes a la part central. Al lateral que dona al carrer Vilar destaca una galeria constituïda per una arqueria de quatre arcs de mig punt emmarcats per maó vist. La teulada és a dues aigües i amb carener perpendicular a la façana principal. Les golfes formen un cos independent sobre la coberta, amb un entaulament a dos aiguavessos amb carener paral·lel a la façana principal.
El volum principal combina el parament arrebossat i pintat amb paredat de pedra vista.